# اطلس گلوبال

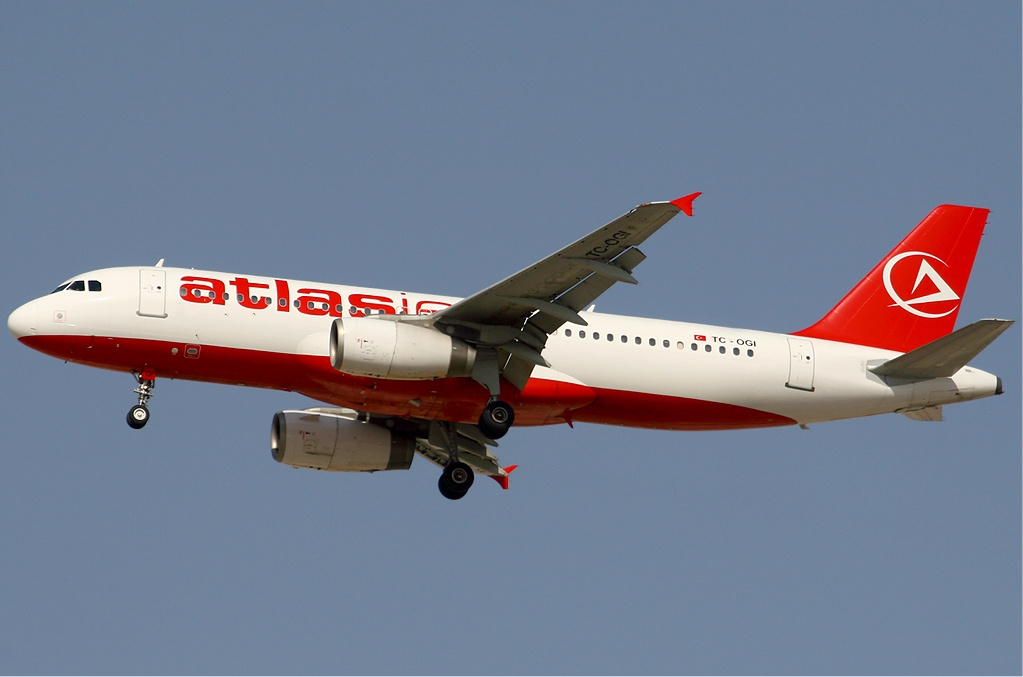
هواپیمای ایرباس ای۳۲۰ متعلق به اطلس جت

اطلس گلوبال (به انگلیسی: AtlasGlobal) یک شرکت هواپیمایی ترکیه‌ای بود، که در سال ۲۰۰۱ تأسیس شد و نام پیشین آن، اطلس جت بود که از ۱ فوریه ۲۰۱۵ به اطلس گلوبال تغییر یافت.
این شرکت هوایپمایی در ۱۲ فوریه ۲۰۲۰ میلادی اعلام ورشکستگی کرد و همهٔ فعالیت‌های آن پس از این تاریخ متوقف شدند.

## مقصدهای پروازی
تا تاریخ ۱۹ ژانویه ۲۰۲۰، پیش از توقف همهٔ پروازها، اطلس گلوبال به مقصدهای زیر پرواز انجام می‌داد:
| کشور     | شهر           | فرودگاه                            | توضیحات | ارجاع       |
| -------- | ------------- | ---------------------------------- | ------- | ----------- |
| ارمنستان | ایروان        | فرودگاه بین‌المللی زوارتنوتس        |         |             |
| فرانسه   | پاریس         | فرودگاه شارل دوگل پاریس            |         |             |
| ایران    | تهران         | فرودگاه بین‌المللی امام خمینی       |         |             |
| عراق     | بغداد         | فرودگاه بین‌المللی بغداد            |         |             |
| عراق     | سلیمانیه      | فرودگاه بین‌المللی سلیمانیه         |         |             |
| اسرائیل  | تل‌آویو        | فرودگاه بین‌المللی بن گوریون        |         | [ ۳ ] [ ۴ ] |
| لبنان    | بیروت         | فرودگاه بین‌المللی رفیق حریری بیروت |         | [ ۵ ]       |
| هلند     | آمستردام      | فرودگاه شیپخول آمستردام            |         |             |
| قبرس     | لفکوشای شمالی | فرودگاه بین‌المللی ارجان            |         |             |
| ترکیه    | آنتالیا       | فرودگاه آنتالیا                    |         |             |
| ترکیه    | استانبول      | فرودگاه جدید استانبول              | قطب     |             |
| بریتانیا | لندن          | فرودگاه استانستد لندن              |         | [ ۶ ]       |

## خدمات
از جملهٔ مهم‌ترین خدماتی که این شرکت هواپیمایی به مسافران خود ارئه می‌داد، سرویس اتوبوس رایگان (ترانسفر) بود. مسافران می‌توانستند با مراجعه به وب‌سایت این شرکت، جدولی که مسیرهای مشمول این خدمت را معرفی می‌نماید، مشاهده نمایند. به علاوه، این هواپیمایی در مسیر پروازی خود خدمات غذایی و پذیرایی نیز داشت.
اطلس گلوبال به اعضای خود، کارت‌های عضویت متفاوتی ازجمله Atlasmiles Bronze, Atlasmilse Silver, Atlasmiles Gold, Atlasmiles Platinum, Atlasmiles Junior و … ارائه می‌نمود که هریک دارای شرایط و امکانات متفاوتی بود. با خرید هریک از برنامه‌های این شرکت امتیازاتی به اعضا داده می‌شود، و با توجه به مایل‌های طی شده، از پروازهای رایگان یا با تخفیف بهره‌مند می‌شدند.

## قرارداد نماد مشترک
اطلس گلوبال در سال ۲۰۱۷ میلادی با هواپیمایی ایر فرانس به صورت قرارداد نماد مشترک شروع به همکاری نمود که طی این قرارداد، مسافران می‌توانستند از طریق شهر پاریس به نقاط پروازی از قبیل نیس، مارسی، لیون، کازابلانکا، رباط، تونس و … پرواز نمایند.

## سوانح و تصادفات

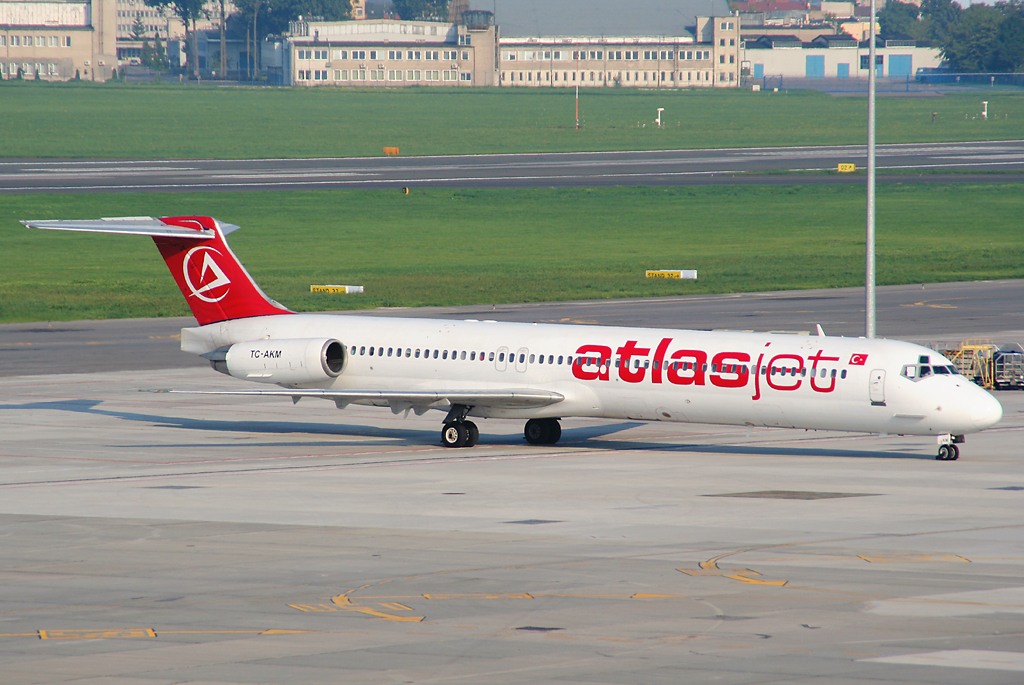
TC-AKM, هواپیمای مک‌دانل داگلاس ام‌دی-۸۰ که در حادثهٔ پرواز شمارهٔ ۴۲۰۳ از بین رفت. در فرودگاه شوپن ورشو (۲۰۰۷).

- در ۱۸ اوت ۲۰۰۷ پرواز شمارهٔ ۱۰۱۱ از فرودگاه بین‌المللی ارجان در جمهوری ترک قبرس شمالی به استانبول در ترکیه، توسط دو مسافر این هواپیما لحظاتی پس از پرواز ربوده شد. این افراد که حامل مواد منفجره بودند و خود را اعضای القاعده معرفی کرده بودند، خلبان هواپیما را وادار کردند تا به سمت تهران تغییر مسیر دهد. به دلیل اتمام سوخت هواپیما و فرود در فرودگاه آنتالیا در ساعت ۸:۱۵ به وقت محلی و با مداخلهٔ پلیس، تمامی ۱۳۸ مسافر و ۵ خدمهٔ هواپیما سالم از هواپیما خارج شدند.[۷]
- در ۳۰ نوامبر ۲۰۰۷ پرواز شمارهٔ ۴۲۰۳ از استانبول به اسپارتا، هنگام نزدیک‌شدن به فرودگاه اسپارتا سلیمان دمیرل سقوط کرد و تمامی ۵۰ نفر مسافر و ۷ خدمهٔ آن جان باختند.[۸]